# Julie Høgh
Julie Dall Høgh (* 30. August 1999 in Hvidovre) ist eine dänische Curlerin. Derzeit spielt sie als Second im dänischen Nationalteam um Skip Madeleine Dupont.

## Karriere
Høgh begann ihre internationale Karriere bei der European Junior Challenge 2013, dem Qualifikationswettbewerb für die Juniorenweltmeisterschaft. Als Ersatzspielerin im schwedischen Juniorinnenteam um Stephanie Nielsen gewann sie das Turnier und nahm mit der Mannschaft an der Juniorenweltmeisterschaft 2013 teil; dort wurde sie Sechste. Nach einem zehnten Platz bei der Juniorenweltmeisterschaft 2014 (als Third im Team von Christine Svensen) trat sie 2015 wieder bei der European Junior Challenge an, konnte sich aber nicht für die Juniorenweltmeisterschaft 2015 qualifizieren.
2017 spielte sie erstmals bei der Europameisterschaft der Erwachsenen. Als Second im Team von Madeleine Dupont kam sie auf den sechsten Platz.
Im Dezember 2017 konnte sie sich beim Olympischen Qualifikationsturnier in Pilsen mit ihren Teamkolleginnen (Skip: Madeleine Dupont, Third: Denise Dupont, Lead: Mathilde Halse, Alternate: Lina Knudsen) durch einen Finalsieg gegen die italienische Mannschaft um Diana Gaspari für einen der beiden letzten Startplätze für die Olympischen Winterspiele 2018 in Pyeongchang qualifizieren und spielte dort als Second des dänischen Nationalteams. Zusammen mit ihren Teamkolleginnen kam sie nach einem Sieg und acht Niederlagen in der Round Robin auf den zehnten und letzten Platz.